# Oost-Maarland
Pour les articles homonymes, voir Oost.
Oost-Maarland (en limbourgeois Oêsj-Moarend) est un village néerlandais situé dans la commune d'Eijsden-Margraten, dans la province du Limbourg néerlandais.
Elle comprend des deux hameaux, "Oost" et "Maarland".
Le 1er janvier 2006, Oost-Maarland avait 950 habitants, dont quelque 650 à Oost et quelque 300 à Maarland.

## Histoire
Jusqu'en 1828, le village et la seigneurie d'Oost, un ancien ban du Comté de Dalhem, était une commune propre. Cette année-là, le village est supprimé et rattaché à la commune d'Eijsden.
Maarland faisait partie de la haute seigneurie de Breust, qui dépendait de l'Église St. Martin à Liège.
À partir de 1828, les hameaux d'Oost et de Maarland sont fusionnés administrativement et considérés comme une seule agglomération : « Oost-Maarland ».
Ils auront ensuite une église et une école primaire commune.
En fait, il subsistait néanmoins des hameaux individuels, avec entre autres leurs propres identité, jours de fête et folklore.

## Galerie
|  |  |  |

|  |  |